# USS Inchon (MCS-12)
L'USS Inchon est le septième et dernier navire de la classe Iwo Jima et le premier à être baptisé du nom de l'assaut amphibie du 15 septembre 1950 sur le port d'Incheon.

## Historique
L'USS Inchon est la deuxième unité de classe Iwo Jima lancée par les chantiers d'Ingalls, le Tripoli étant mis en service le 6 août 1966. Basé à Norfolk, le LPH-12 effectue une croisière mondiale en 1972 à travers les Caraïbes, l'Atlantique sud, l'océan Indien et le Pacifique avant de retourner à son port d'attache, empruntant alors le canal de Panama pour la première fois, il le franchira à vingt-six autres occasions durant sa carrière.

Lors de l'invasion turque de Chypre, les hélicoptères du VMM-162 effectuent le 22 juillet 1974 un pont aérien de 5 h évacuant 466 civils de la base de Dhekelia. La couverture aérienne étant effectuée par les avions de l'USS Forrestal (CV-59).

En 1990 le navire participe à l'évacuation de civils libériens au cours de l'opération Sharp Edge, la guerre civile faisant alors rage à travers le pays. Peu de temps après l'USS Inchon repart pour la Méditerranée afin de soutenir les opérations Bouclier et Tempête du Désert en 1991.

Trois ans après sa campagne irakienne le porte-hélicoptères est rappelé en Méditerranée sur les théâtres somalien et bosniaque au cours des opérations Continue Hope et Deny Flight. Il repart la même année pour Haïti au cours de l'opération Support Democracy.

## Conversion

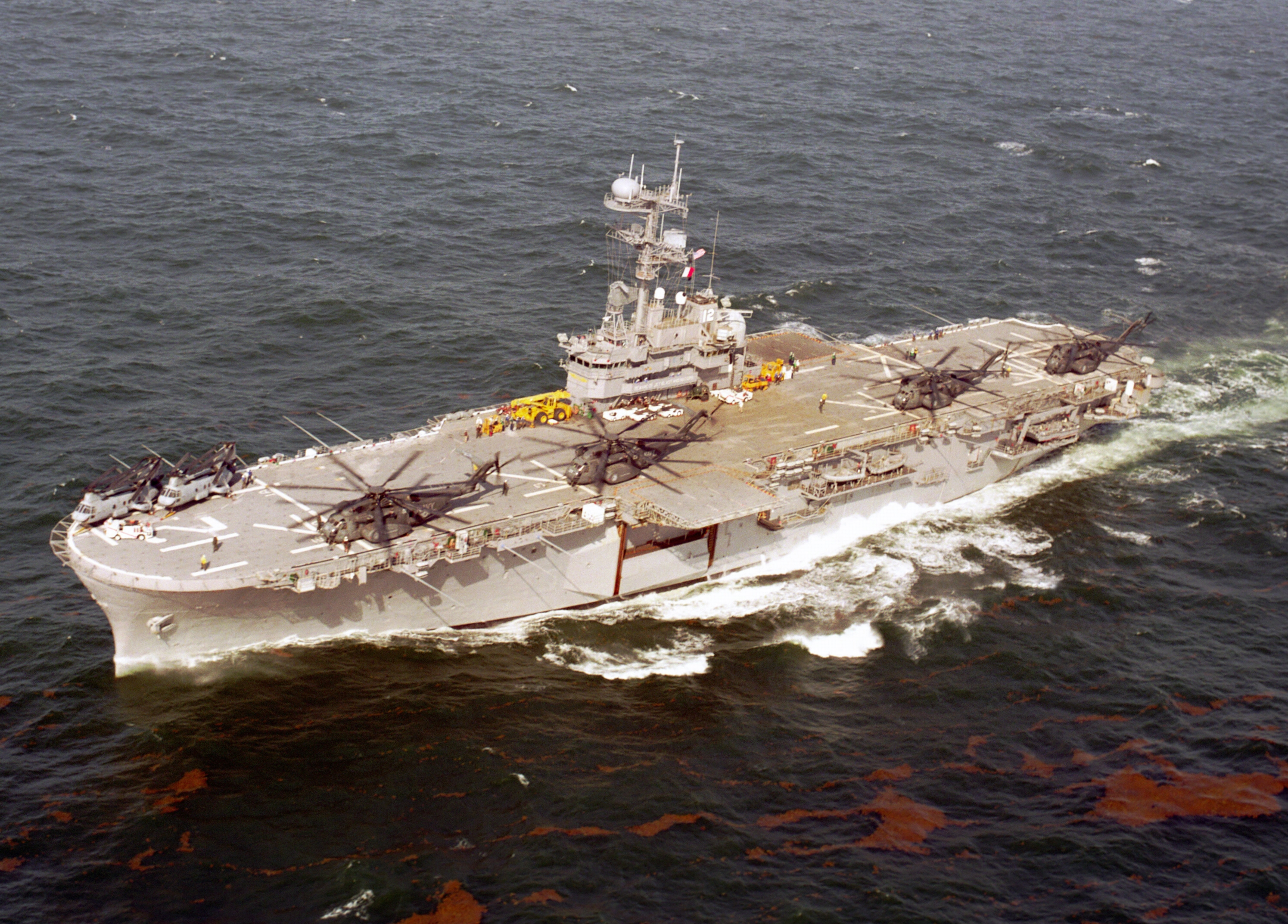
L'USS Inchon (MCS-12) après sa refonte de 1995

En mars 1995 commence un chantier de quinze mois visant à convertir le porte-hélicoptères en un navire qui reste encore à ce jour unique dans l'arsenal de l'U.S. Navy. Le bâtiment repart pour son chantier d'origine d'Ingalls qui remporte le contrat en novembre 1994. L'amélioration majeure de ces travaux est l'installation du système C4I (pour Command, Control, Communications, Computers and Intelligence) comportant divers systèmes SIGINT et ELINT, ainsi qu'une amélioration au stade Mod.1 des deux Phalanx. Le navire voit également son pont d'envol et ses ascenseurs être renforcés et adaptés à l'embarquement de huit CH-53E et de deux U/CH-46D aux fonctions d'éclaireurs et SAR, tandis que ses installations peuvent soutenir la demande logistique et technique de jusqu'à quatre chasseurs de mines Avenger (MCM). Ses ateliers internes sont également améliorés et adaptés pour un entretien autonome des LCAC comme des AV-8B, ainsi qu'au stockage des charges de déminage et ce sur n'importe quel théâtre d'opération. L'Inchon est à cette occasion équipé de six systèmes de déminage remorqués Mark-105.

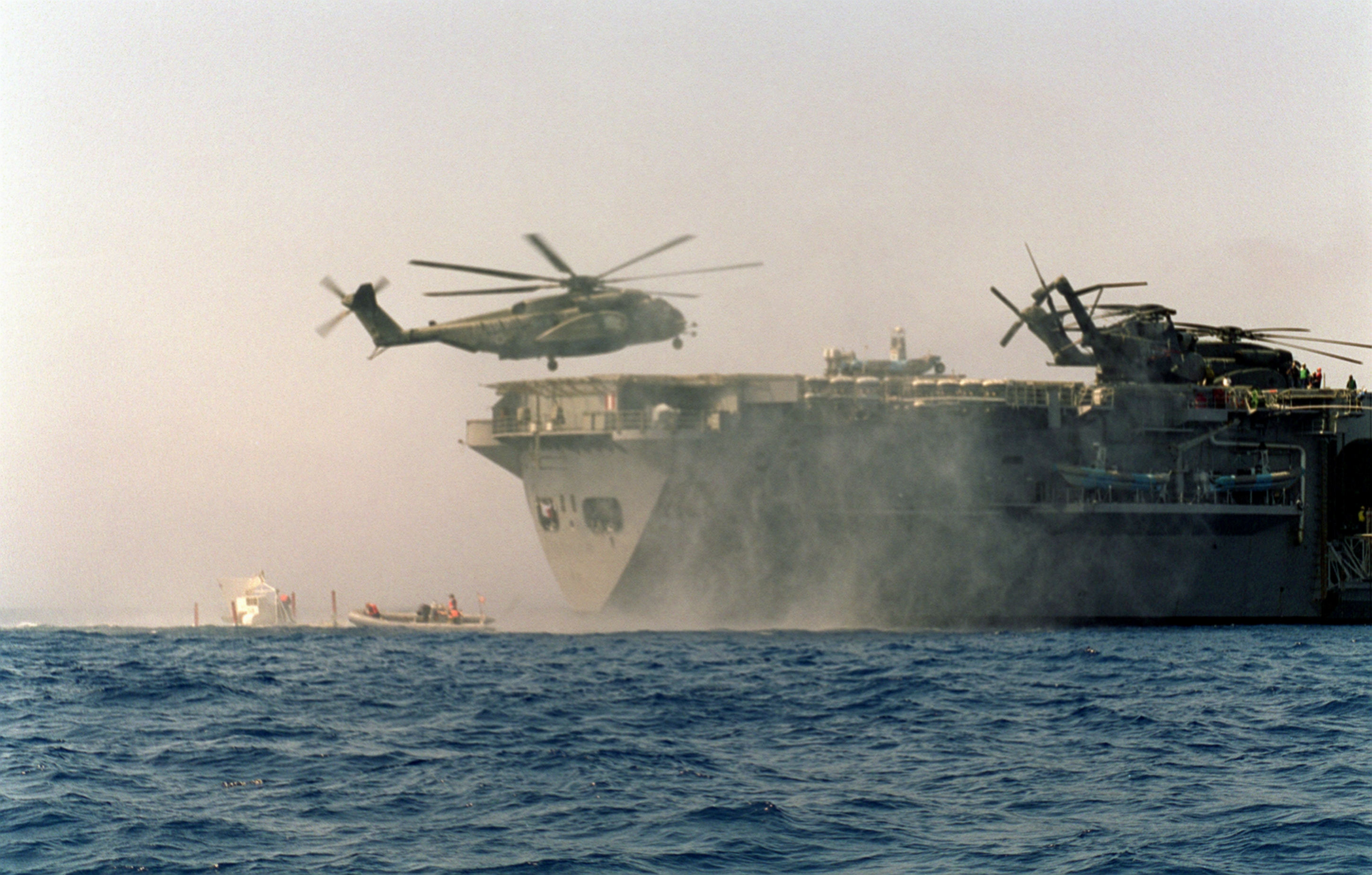
Un Sea Dragon apponte sur lInchon (1999).

Reclassé MCS-12 pour Mine Countermeasures Support Ship, l'Inchon devient alors un navire de lutte anti-mines autonome doté de la capacité d'assistance logistique et de contrôle d'un groupe anti-mines mixte, le navire peut ainsi gérer des unités de surfaces MCM/MHC comme aériennes tout en servant de poste de commandement avancé pour les autres unités du groupe.

Transféré à son nouveau port d'attache de Ingleside au Texas, le navire effectue plusieurs campagnes de déminage dans le monde avant de partir pour une dernière croisière de 28 000 mille nautiques en avril 2001, son groupe aérien accumulant 1400 heures de vols au cours de cette seule campagne.
Rayé des listes le 20 juin 2002, l'USS Inchon est remorqué puis coulé comme cible d'entrainement le 5 décembre 2004, à 207 milles au nord-est de Virginia Beach.
Il fut au cours de sa carrière le premier navire américain de lutte anti-mines, de soutien et de commandement, et le plus gros bâtiment de la flotte dédié à cette activité.